# The Sound of Girls Aloud
The Sound of Girls Aloud är ett samlingsalbum av den brittiska gruppen Girls Aloud. Albumet utgavs den 30 oktober 2006 och gick direkt in på den brittiska albumlistans förstaplats.
The Sound of Girls Aloud innehåller även två nya låtar, Something Kinda Ooooh och I Think We're Alone Now.

## Låtförteckning
1. Sound of the Underground – 3:40
2. Love Machine – 3:27
3. Biology – 3:36
4. No Good Advice – 3:48
5. I'll Stand by You – 3:45
6. Jump – 3:40
7. The Show – 3:37
8. See the Day – 4:05
9. Wake Me Up – 3:28
10. Life Got Cold – 3:57
11. Something Kinda Ooooh – 3:22
12. Whole Lotta History – 3:48
13. Long Hot Summer – 3:53
14. Money – 4:13
15. I Think We're Alone Now – 3:18